# Kaldeneker György
Kaldeneker György (1965. április 22. –) budapesti szakács, gasztroblogger, a média gyakori szereplője.

## Életpályája
A főzés szeretetéről gyermekkorban szerzett tapasztalatai és élményei felnőtt koráig elkísérték, pályaválasztását alapvetően meghatározták.
A ceglédi Kereskedelmi és Vendéglátóipari Szakmunkásképző Iskolában sajátította el a szakma alapjait, ismerkedett meg a hagyományos magyar konyha ízvilágával. Kiemelkedő eredményei alapján eljutott a Szakma kiváló tanulója országos versenyre, így 1982-ben fél évvel korábban kaphatta kézhez bizonyítványát.
Első munkahelye egy hatszáz főre főző pilisi étterem, ahol értékes tapasztalatokat szerzett a szakma kellemes és árnyoldalairól egyaránt. Balatoni vendéglátósként szintén kipróbálta magát, majd a kemény leckeként megélt időszak után a budapesti Fórum szálló következett, amelyet szakmai pályafutása első olyan igazi helyszínének tekint, ahol a legapróbb részletekig megtanulhatta a szakma minden fogását.
Szakmai karrierje szempontjából jelentősnek bizonyult a Kanada Budapesti Nagykövetségén szakácsként eltöltött tíz év, amely alatt öt nagykövetet szolgált ki.

## Szakmai hitvallása
A szakács mesterséget hivatásának és egyben hobbijának is tekinti, előszeretettel használ és fogyaszt friss fűszereket. Rendszeresen járja a világot, benéz a helyi piacokra, érdeklődik a távoli egzotikus országok konyhái iránt. Tapasztalatairól írt tudósításai megjelennek az interneten, főzési tanácsait televíziós és rádiós műsorokban lehet nyomon követni.
Jellemző rá az új és szokatlan ízkombinációkkal való kísérletezés, saját fotóival illusztrált receptjeit megosztja a közönségével.
Főzési stílusára az egyszerűen elkészíthető, egészséges, érdekes ételek jellemzők, miközben követi és tanulja a gasztronómiai trendeket. Úgy véli, egyfolytában meg kell újulni, különben az ember megáll a fejlődésben, megmarad pörköltfőző, rántotthús-készítő szakácsnak. A nemzeti konyhák közül az indiai áll hozzá legközelebb, de értékeli az olasz, francia, kínai, thaiföldi és indonéz konyha jellemző ételeit is.

## Kaldeneker Lekvárosház
2011-ben indította útjára a Kaldeneker Lekvárosház vállalkozást. Kis üzemben, kézműves technológiával, szokatlan ízpárosítások alkalmazásával készülnek a különleges zöldség- és gyümölcslekvárok. A feldolgozás során a hazai, helyi termelők által megtermelt zöldségeket és gyümölcsöket részesítik előnyben, a gyártáskor keletkezett zöldség- és gyümölcshulladékot pedig komposztálják, és az üzem telephelyének kertjében hasznosítják újra. Hasonlóképpen, a papír és műanyag csomagolóanyagokat is szelektíven gyűjtik, hogy újrafeldolgozásra kerülhessenek.

## Látványfőzés az IKEA-ban
Ötleteivel 1999 óta várja az IKEA áruházakban a látogatókat, akik a helyszínen megkóstolhatják és a recept alapján akár otthon is elkészíthetik a bemutatott ételeket.

## Médiaszereplései
- RTL Klub - Reggeli (2006 – 2011)
- RTL Klub - Vacsoracsata tanácsadó (2008 – 2009)
- Life Network - Kaldeneker főz (2010 – )
- Neo FM - Csalamádé (2010 – 2012)
- Nol.hu Gasztronómia: Kaldeneker György (2013 – 2015)
- Kaldeneker György a FEM3 Café konyhájában (2014 – 2019)